# Programa (grup musical)
Programa és un grup musical de Barcelona popular en la dècada de 1980 per les seves aparicions a televisió en programes com Tocata, amb hits com Galileo Galilei, Sintesis digital, Reunión de amigos, etc., incloent una versió de sintesis digital amb Fernandisco, així com sintonies de programes de televisió.
El grup es va fundar l'any 1983 per Carlos Guirao (tras abandonar el grup Neuronium) i Joseph Loibant. Van publicar els discos Sintesis digital, Reunión de amigos i Acrópolis. L'any 1987 van produir un nou disc anomenat Paris Dakar que va romandre inèdit fins a la seva publicació l'any 2010. Per a les actuacions en directe s'uniria al grup el percussionista i escultor José María Ciria. Després de Paris Dakar, Carlos Guirao abandona el grup.
L'any 1999 canviarien el nom Programa per Program@ i Carlos Guirao seria reemplaçat de forma estable per José María Ciria. En aquesta època van publicar dos discos més, Ashes i Phoenix. El grup és conegut per ser el primer a haver actuat per a televisió amb instruments musicals i ordinadors. Existeixen documents videogràfics d'aquestes actuacions. També és conegut per actuar de teloner en els concerts de Stevie Wonder a Madrid (20 d'agost de 1984, Estadio del Rayo Vallecano) i Barcelona (22 d'agost de 1984, Plaza de Toros Monumental).
Després de l'any 2003 no han tornat a fer produccions sota el nom de program@, tot i que han col·laborat en altres projectes, com per exemple el disc Alchemy de Loibant-Guirao, publicat un any abans de la mort de Carlos Guirao.

## Discografia
- Sintesis digital (1983) (Reeditat en format digital per Picap 2011)
- Reunion de amigos (1984, maxi-single)
- Acropolis (1985) (Reeditat en format digital per Picap 2011)
- Paris Dakar (produït el 1987)
- Ashes (1999)
- Phoenix (2003)